# أصفهان

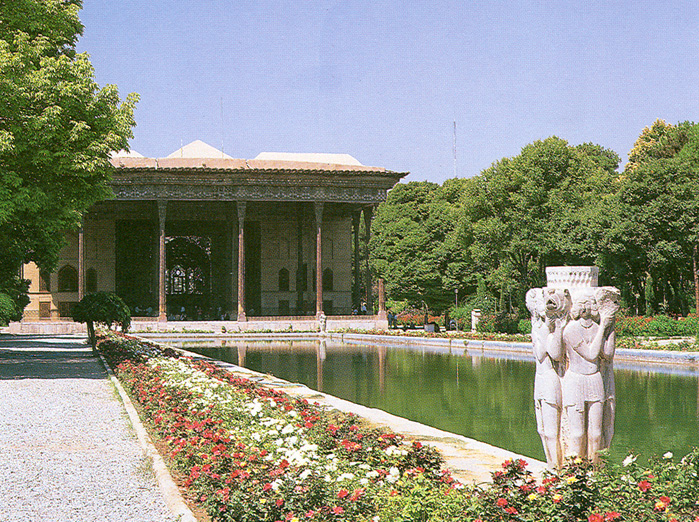
الحديقة الأمامية لقصر الأربعون عمودا (الأربعين عمود) في أصفهان

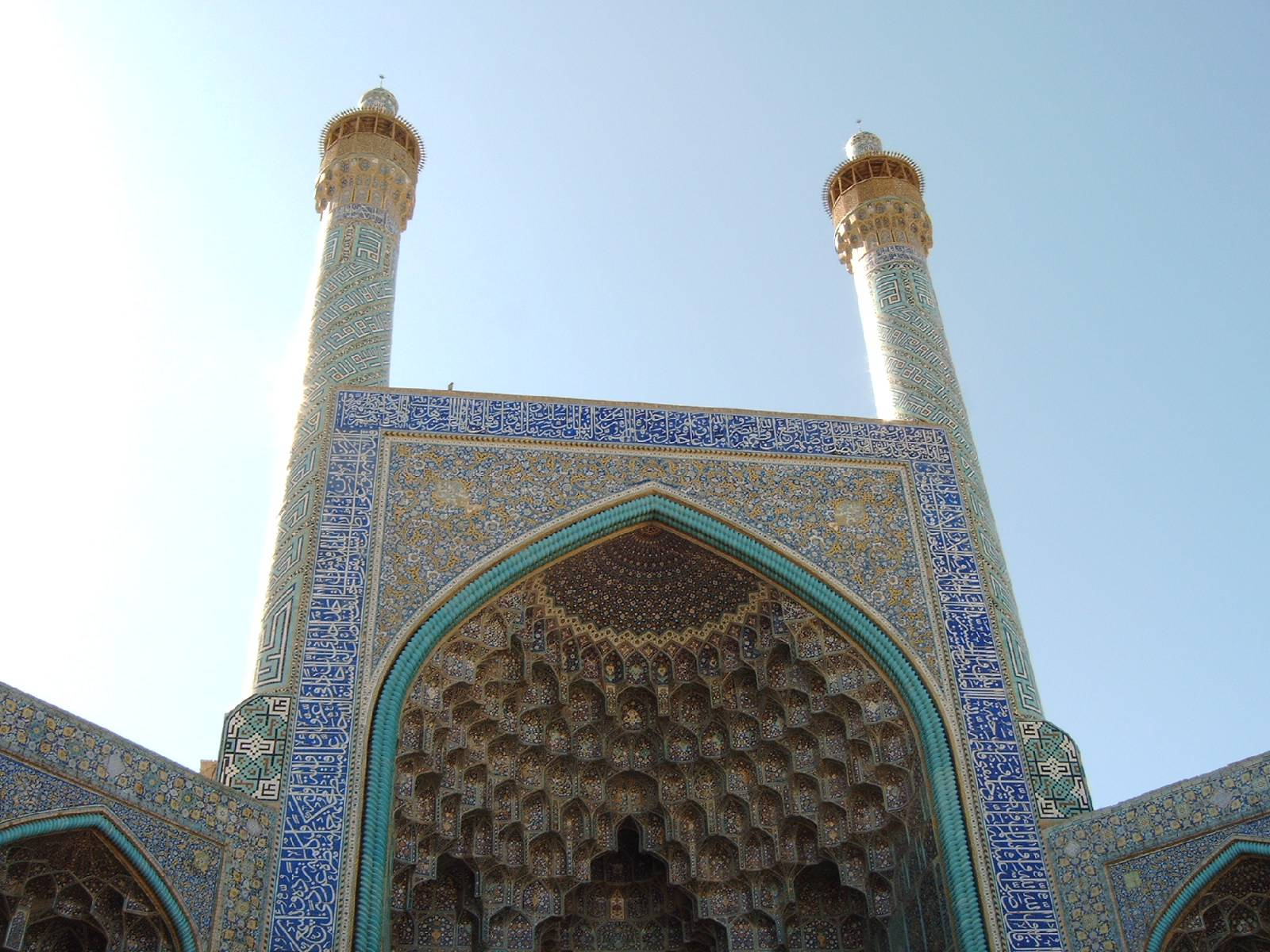
مسجد الشاه (يسمى حالياً مسجد الإمام) بني في العهد الصفوي في أصفهان

أصفهان أو أصبهان هي إحدى مدن إيران ومرکز محافظة أصفهان على بعد 340 كم جنوب طهران. ويبلغ عدد سكانها حوالي 3,100,000 ثلاثة ملايين ومائة ألف نسمة، تقع على نهر زاينده والذي يسمى في إيران «زاينده رود» ورود كلمة فارسية تعني «نهر». اختارتها اليونسكو كمدينة تراث إنساني. يقال لها من قبل مواطني إيران (بالفارسية: أصفهان نصف جهان، وتعني «اصفهان نصف العالم»)، نظراً لاحتوائها على الكم الهائل من التراث والأسواق التراثية الكبرى المنظمة التي لم يصل إليها العابثون والمستعمرون.

## أسماء مدينة أصفهان
كانت تسمى أصفهان «ايرانشهر»، وبعد أن عمرت سميت «جَي» ثم اليهودية ومعنى «جي» الطاهر، وقيل أن «جي» نسبة إلی ملوك الجيان وهي جي أفرام بن آزاد، وكانوا يعتقدونه رسولاً، ثم تغير الاسم بمرور الزمان أطلق الفرس عليها اسم «اسپهان» و «اسپاهان»، وبعد فتح المسلمون لها قاموا بتعريب الاسم وقالوا «اصبهان» و«اصفهان»، قيل إن سبب هذه التسمية لأنها تسمی بالعجمية «سپاهان»، وهي جمع كلمة عسكر (سپاه: تعني العسكر، و «هان» تستخدم للجمع) 

## تاريخ المدينة

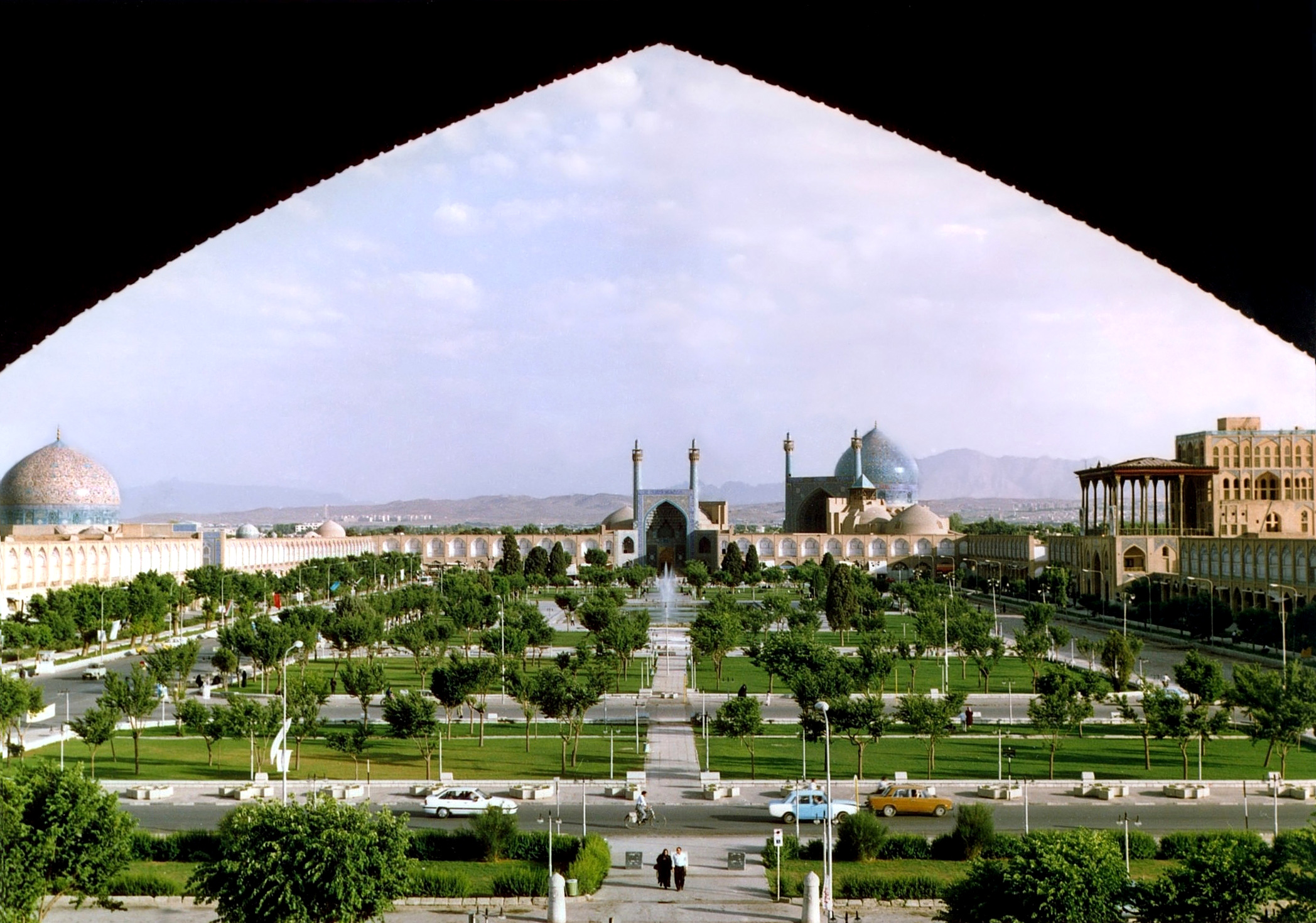
ميدان نقش جهان أكبر ميادين مدينة أصفهان

في عام 18 هـ / 640 م فتح المسلمون أصفهان. وخلال الفتح الإسلامي شهدت المدينة العديد من المعارك كما شهدت أيضا فترات زاهرة. وقد أعقب ضعف الخلافة في نهاية القرن العاشر الميلادي نشوء سلالات حاكمة محلية داخل إيران من خلال التجمعات الأسرية. فكان غرب إيران يسيطر عليه الديلميون والذين انقسموا بدورهم إلى البويهيين والكاكويين.
ومن الناحية المعمارية، يعد فخر الدولة البويهي أهم الشخصيات الحاكمة، حيث أنشأ وزيره الصاحب بن عباد البوابة المؤدية إلى المسجد والتي حل محلها بعد ذلك مسجدي حاكم. كما قام الحاكم الكاكوي علاء الدولة بتوسعة الحصون في أصفهان وأنشأ اثني عشرة بوابة مغطاة بالمعدن، لحمايتها من قبائل التركمان الغازية. وقبيل وفاته، أعلن علاء الدولة محمد ولاءه للسلاجقة الذين كانوا في ذلك الوقت قد قاموا باحتلال أغلب الأراضي الواقعة في وسط إيران. ثم كان من ابنه فاراموز أن سلم أصفهان إلى القائد السلجوقي طغرل بك بعد حصار طويل لجأ خلاله سكان المدينة إلى استخدام خشب مسجد جمعه (مسجد الجمعة) كوقود للتدفئه.
وعندما وصل السلاجقة إلى الحكم بعد هزيمة حفيد السلطان محمود الغزنوي الذين كان راعيا للفردوسي. وقد وطد قائدهم طغرل حكمه في نيسابور، ثم توسع في فتوحاته ليضم العراق. ثم اعتلى ابن أخيه ألب أرسلان العرش في عام 455 هـ / 1063 م. وعزز السلاجقة دولتهم من خلال التغلب على الرومان وبلاد ما وراء النهر. ثم تم اغتياله خارج برزيم في عام 464 هـ / 1072 م وتولى بعده ابنه ملكشاه (1072-1092) الحكم بالرغم من أن الوزير نظام الملك كان هو المصرف الفعلي لأمور الدولة، وعندما بلغ الوزير سن التسعين، أمرت السلطانة تركان خاتون بتنحيته بسبب مخاوفها من أن يحول دون وصول ابنها إلى العرش، ثم قتله أحد أتباع حسن صباح قائد قبيلة الحشاشين الجبلية. وبعد ذلك بقليل توفي ملكشاه. ثم تلا ذلك فترة من الحروب الأهلية تنازع خلالها أخوه وأبناؤه الأربعة العرش إلى أن حُسم الصراع لصالح الابن الثالث ويدعى «سنجار».

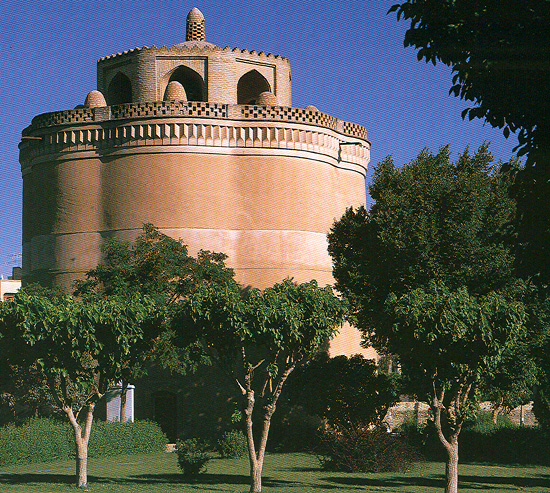
برج للحمام في المدينة

و قد عانى هذا الأخير فترة من التقلبات ووقع أسيرا للتركمان في الفترة من 547 هـ / 1153 م إلى 550 هـ / 1156 م حيث حكمت سلطانته الأثيرة الدولة من مدينة خراسان. وقد استطاع سنجار أن يفر من الأسر ليلقى حتفه في سن الثالثة والسبعين. أعقب وفاته أربعون عاما من الحروب الأهلية لقي بعدها طغرل الثالث - الذي استطاع أن يوحد الدولة من جديد - الهزيمة في أحد المعارك عام 589 هـ / 1193 م على يد حاكم خوارزم، ووقع ابنه أسيرا في قبضة جانكيز خان ومات عام 626 هـ / 1220 م. وبعد ذلك قسمت المملكة بين عدد من الإقطاعيين حتى كان غزو هولاكو خان حفيد جانكيز خان لبلاد فارس عام 616 هـ / 1230 م. وبعد وفاته في شيرفان إثر إصابته بالحمى، تجددت الفوضى حتى كان فتح تيمور والذي تسمى خلفاؤه بالتيموريين. وخلال تلك الفترة تولى حكم أصفهان شرف الدين المظفر ثم تلاه ابنه مبرز الدين محمد في عام 713 هـ / 1314 م.
ويعد العهد الصفوي هو البداية التي أخذت بالمدينة إلى عصرها الذهبي في أواخر القرن السابع عشر الميلادي. وقد أخذت المدينة زخرفها وازينت تحت حكم الحكام الجدد خاصة في عهد الشاه عباس الكبير، وذاع صيتها في أرجاء العالم المتحضر. وقد حكم الملوك الصفويون زهاء قرن ونصف من الزمان وكانت أصفهان طيلة هذا الزمان عاصمة لهم.
ويسود الاعتقاد الشعبي بأنها المدينة التي يظهر فيها الدجال ويتبعه اليهود في هذه المدينة.

## الجغرافيا

### المناخ
ََتقع أصفهان على ارتفاع 1590 مترًا (5217 قدمًا) فوق مستوى سطح البحر على الجانب الشرقي من جبال زاغروس، وتتمتع بمناخ صحراوي بارد (كوبن BWk). لا توجد عوائق جيولوجية في نطاق 90 كيلومترًا (56 ميلاً) شمال المدينة، مما يسمح للرياح الباردة بالهبوب من هذا الاتجاه. وعلى الرغم من ارتفاعها، تظل أصفهان حارة خلال فصل الصيف، حيث تبلغ درجات الحرارة العظمى عادةً حوالي 35 درجة مئوية (95 درجة فهرنهايت). ومع ذلك، مع انخفاض الرطوبة ودرجات الحرارة المعتدلة في الليل، يكون المناخ لطيفًا للغاية. وخلال فصل الشتاء، تكون الأيام باردة بينما يمكن أن تكون الليالي شديدة البرودة. يتساقط الثلج بمعدل 6.7 أيام كل شتاء. ومع ذلك، فإن مناخ أصفهان جاف للغاية بشكل عام. يبلغ معدل هطول الأمطار السنوي 125 ملم (4.9 بوصة) وهو ما يقرب من نصف معدل هطول الأمطار في طهران أو مشهد وربع معدل هطول الأمطار في كرمانشاه الأكثر تعرضًا.
ينبع نهر زاينده من جبال زاغروس، متدفقًا من الغرب عبر قلب المدينة، ثم يتبدد في مستنقع غافكوني. يُعدّ غرس أشجار الزيتون في المدينة مجديًا اقتصاديًا، إذ تستطيع هذه الأشجار تحمّل نقص المياه.
أعلى درجة حرارة مسجلة كانت 43 درجة مئوية (109 درجة فهرنهايت) في 11 يوليو 2001 وأدنى درجة حرارة مسجلة كانت -19.4 درجة مئوية (-3 درجة فهرنهايت) في 16 يناير 1996.
| البيانات المناخية لـأصفهان (1991-2020، السجلات من عام 1951 حتى الآن) | البيانات المناخية لـأصفهان (1991-2020، السجلات من عام 1951 حتى الآن) | البيانات المناخية لـأصفهان (1991-2020، السجلات من عام 1951 حتى الآن) | البيانات المناخية لـأصفهان (1991-2020، السجلات من عام 1951 حتى الآن) | البيانات المناخية لـأصفهان (1991-2020، السجلات من عام 1951 حتى الآن) | البيانات المناخية لـأصفهان (1991-2020، السجلات من عام 1951 حتى الآن) | البيانات المناخية لـأصفهان (1991-2020، السجلات من عام 1951 حتى الآن) | البيانات المناخية لـأصفهان (1991-2020، السجلات من عام 1951 حتى الآن) | البيانات المناخية لـأصفهان (1991-2020، السجلات من عام 1951 حتى الآن) | البيانات المناخية لـأصفهان (1991-2020، السجلات من عام 1951 حتى الآن) | البيانات المناخية لـأصفهان (1991-2020، السجلات من عام 1951 حتى الآن) | البيانات المناخية لـأصفهان (1991-2020، السجلات من عام 1951 حتى الآن) | البيانات المناخية لـأصفهان (1991-2020، السجلات من عام 1951 حتى الآن) | البيانات المناخية لـأصفهان (1991-2020، السجلات من عام 1951 حتى الآن) |
| الشهر                                                                | يناير                                                                | فبراير                                                               | مارس                                                                 | أبريل                                                                | مايو                                                                 | يونيو                                                                | يوليو                                                                | أغسطس                                                                | سبتمبر                                                               | أكتوبر                                                               | نوفمبر                                                               | ديسمبر                                                               | المعدل السنوي                                                        |
| -------------------------------------------------------------------- | -------------------------------------------------------------------- | -------------------------------------------------------------------- | -------------------------------------------------------------------- | -------------------------------------------------------------------- | -------------------------------------------------------------------- | -------------------------------------------------------------------- | -------------------------------------------------------------------- | -------------------------------------------------------------------- | -------------------------------------------------------------------- | -------------------------------------------------------------------- | -------------------------------------------------------------------- | -------------------------------------------------------------------- | -------------------------------------------------------------------- |
| الدرجة القصوى °م (°ف)                                                | 20.8 (69.4)                                                          | 25.0 (77.0)                                                          | 30.0 (86.0)                                                          | 35.3 (95.5)                                                          | 38.5 (101.3)                                                         | 42.1 (107.8)                                                         | 44.6 (112.3)                                                         | 43.8 (110.8)                                                         | 39.2 (102.6)                                                         | 34.0 (93.2)                                                          | 27.5 (81.5)                                                          | 23.4 (74.1)                                                          | 44.6 (112.3)                                                         |
| متوسط درجة الحرارة الكبرى °م (°ف)                                    | 10.0 (50.0)                                                          | 13.6 (56.5)                                                          | 18.0 (64.4)                                                          | 23.4 (74.1)                                                          | 29.2 (84.6)                                                          | 35.2 (95.4)                                                          | 37.6 (99.7)                                                          | 36.2 (97.2)                                                          | 32.4 (90.3)                                                          | 25.8 (78.4)                                                          | 17.1 (62.8)                                                          | 11.7 (53.1)                                                          | 24.2 (75.5)                                                          |
| المتوسط اليومي °م (°ف)                                               | 3.4 (38.1)                                                           | 6.8 (44.2)                                                           | 11.4 (52.5)                                                          | 16.8 (62.2)                                                          | 22.3 (72.1)                                                          | 27.9 (82.2)                                                          | 30.3 (86.5)                                                          | 28.5 (83.3)                                                          | 24.4 (75.9)                                                          | 17.9 (64.2)                                                          | 9.9 (49.8)                                                           | 4.9 (40.8)                                                           | 17.0 (62.7)                                                          |
| متوسط درجة الحرارة الصغرى °م (°ف)                                    | −2.8 (27.0)                                                          | −0.1 (31.8)                                                          | 4.6 (40.3)                                                           | 9.7 (49.5)                                                           | 14.5 (58.1)                                                          | 19.2 (66.6)                                                          | 21.7 (71.1)                                                          | 19.5 (67.1)                                                          | 15.3 (59.5)                                                          | 9.6 (49.3)                                                           | 3.1 (37.6)                                                           | −1.1 (30.0)                                                          | 9.4 (49.0)                                                           |
| أدنى درجة حرارة °م (°ف)                                              | −19.4 (−2.9)                                                         | −12.2 (10.0)                                                         | −8.3 (17.1)                                                          | −4.0 (24.8)                                                          | 4.5 (40.1)                                                           | 10.0 (50.0)                                                          | 13.0 (55.4)                                                          | 11.0 (51.8)                                                          | 5.0 (41.0)                                                           | 0.0 (32.0)                                                           | −8.0 (17.6)                                                          | −13.0 (8.6)                                                          | −19.4 (−2.9)                                                         |
| الهطول مم (إنش)                                                      | 20.2 (0.80)                                                          | 15.9 (0.63)                                                          | 27.1 (1.07)                                                          | 20.8 (0.82)                                                          | 9.4 (0.37)                                                           | 1.7 (0.07)                                                           | 0.7 (0.03)                                                           | 0.3 (0.01)                                                           | 0.1 (0.00)                                                           | 3.2 (0.13)                                                           | 18.2 (0.72)                                                          | 18.2 (0.72)                                                          | 135.8 (5.37)                                                         |
| متوسط تساقط الثلوج سم (إنش)                                          | 7.7 (3.0)                                                            | 0.3 (0.1)                                                            | 0.1 (0.0)                                                            | 0.0 (0.0)                                                            | 0.0 (0.0)                                                            | 0.0 (0.0)                                                            | 0.0 (0.0)                                                            | 0.0 (0.0)                                                            | 0.0 (0.0)                                                            | 0.0 (0.0)                                                            | 0.1 (0.0)                                                            | 2.4 (0.9)                                                            | 10.6 (4)                                                             |
| متوسط أيام هطول الأمطار (≥ 1.0 mm)                                   | 3.6                                                                  | 2.7                                                                  | 3.8                                                                  | 3.6                                                                  | 1.6                                                                  | 0.3                                                                  | 0.1                                                                  | 0.1                                                                  | 0.0                                                                  | 0.7                                                                  | 2.6                                                                  | 3.2                                                                  | 22.3                                                                 |
| متوسط الأيام المثلجة                                                 | 2.1                                                                  | 0.1                                                                  | 0.4                                                                  | 0.1                                                                  | 0.0                                                                  | 0.0                                                                  | 0.0                                                                  | 0.0                                                                  | 0.0                                                                  | 0.0                                                                  | 0.0                                                                  | 0.7                                                                  | 3.4                                                                  |
| متوسط الرطوبة النسبية (%)                                            | 56                                                                   | 43                                                                   | 37                                                                   | 35                                                                   | 29                                                                   | 19                                                                   | 19                                                                   | 20                                                                   | 22                                                                   | 33                                                                   | 48                                                                   | 59                                                                   | 35                                                                   |
| ساعات سطوع الشمس الشهرية                                             | 210                                                                  | 228                                                                  | 255                                                                  | 262                                                                  | 317                                                                  | 358                                                                  | 356                                                                  | 358                                                                  | 322                                                                  | 286                                                                  | 217                                                                  | 199                                                                  | 3٬368                                                                |
| المصدر #1: NOAA NCEI, (snowfall 1981-2010)                           |                                                                      |                                                                      |                                                                      |                                                                      |                                                                      |                                                                      |                                                                      |                                                                      |                                                                      |                                                                      |                                                                      |                                                                      |                                                                      |
| المصدر #2: Iran Meteorological Organization (records)                |                                                                      |                                                                      |                                                                      |                                                                      |                                                                      |                                                                      |                                                                      |                                                                      |                                                                      |                                                                      |                                                                      |                                                                      |                                                                      |

## من معالم أصفهان

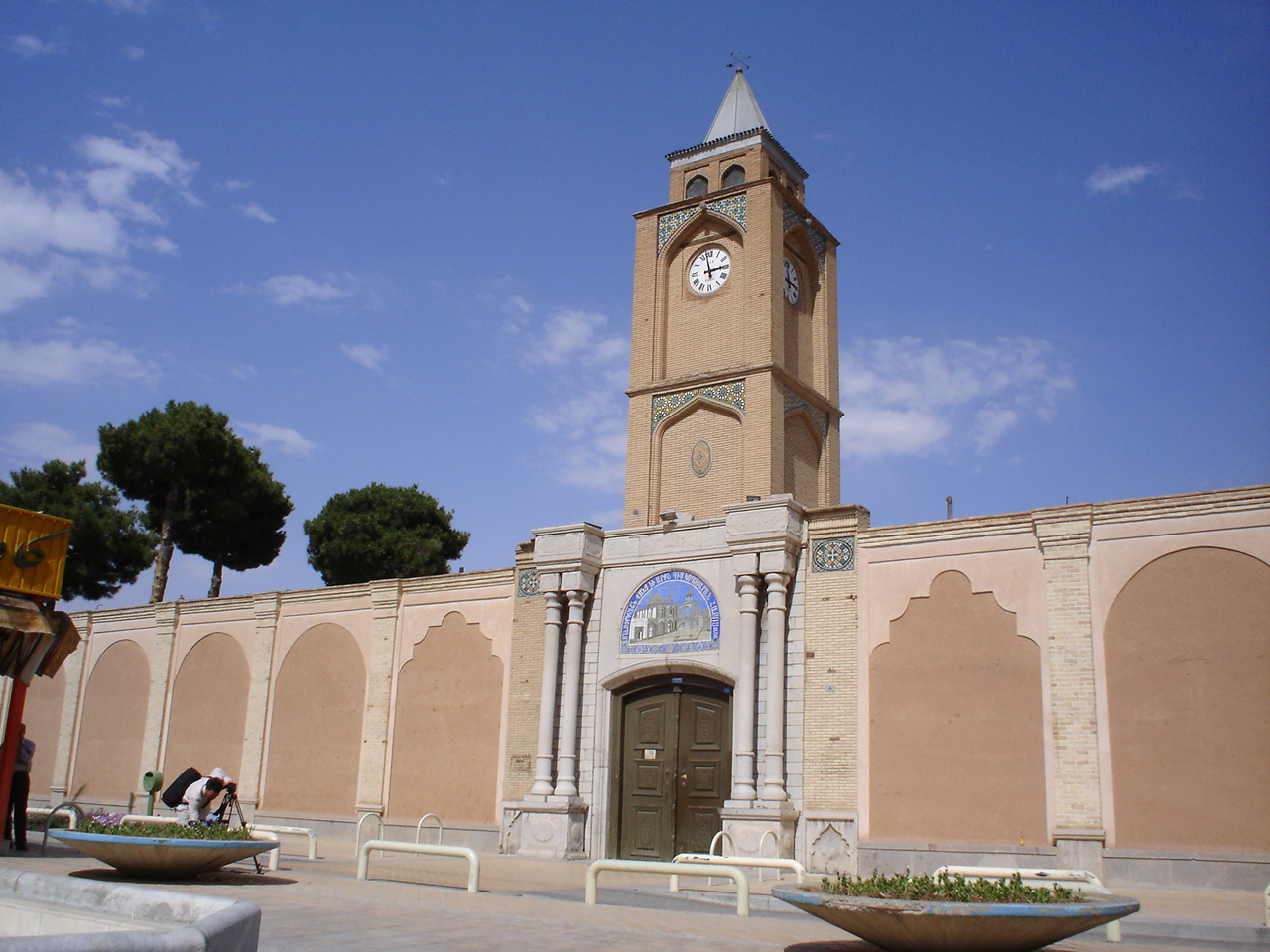
الكنيسة الأرمنية في أصفهان

تميزت أصفهان عبر العصور بكثير من المعالم الحضارية التي قدمتها على عديد من مدن إيران. فقد اهتم حكام أصفهان من البويهين والصفويين بالعمارة وفنونها مما كان لها بالغ الأثر في تطور المدينة.

### الجسور
انتشرت بأصفهان العديد من الجسور والقناطر ومن أقدم هذه الجسور:

#### جسر شهرستان
تم بناؤه في القرن الرابع عشر من الميلاد في شرق مدينة أصفهان، ويربط الجسر قرية شهرستان في الجانب الشمالي بالمنطقة الزراعية على الضفة الجنوبية. ويعد بناء هذا الجسر مستمدا من نماذج رومانية، وقد صممت الدعامات الضخمة لحماية العوامات من سيول نهر «زايَنديه». وقد وضعت صدادات في الجانب الموازي لاتجاه تدفق المياه للتقليل من ظاهرة الدوامات التي تعمل على تآكل القراميد على الجوانب. وحسب النموذج الروماني، توجد قنوات ثانوية في الدعامات. وتمتد هذه القنوات بامتداد الانحناء في القناطر الرئيسية بحيث تعامل مع أكبر قدر ممكن من المياه. ولتفادي مخاطر الانهيار بسبب اندفاع كميات كبيرة من المياه من العلو إلى الأجزاء الأقل اتساعا، فقد تم شق قنوات أخرى إضافية للتصريف تجري من القنوات الثانوية وتعود إلى القنوات الرئيسية حيث يتوقع أن يكون منسوب الماء أقل لأن عرضها أكثر اتساعا. وقد شهد الجسر حادث اغتيال الخليفة العباسي الرشيد بالله حيث قتل على يد الإسماعيليون سنة 532 هـ / 1138 م.

#### جسر سي أو سه بُل

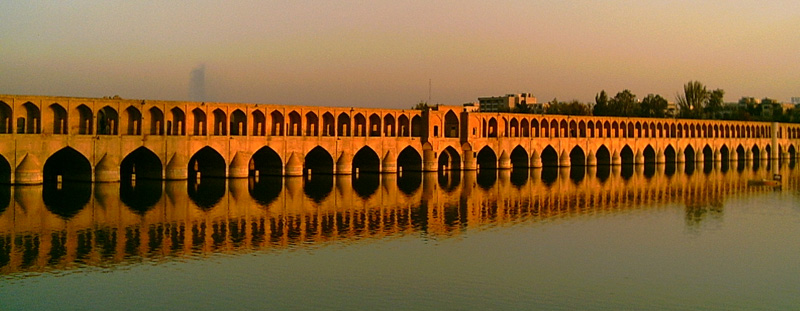
جسر سي أو سه بل

يتكون من ثلاثة وثلاثين قوسا وقد أصدر الشاه عباس الأول تكليفا ببنائه لأحد قواده عام 1010 هـ / 1602 م. واسمه «سي أو سه بول» (بالفارسية: سی‌وسه پل) مشتق من العبارة الفارسية سي وسه (si-yo se) التي تعني «ثلاثة وثلاثين» وپل تعني «جسر». وقد تم بناء الجسر على عدد من العوامات الهائلة الاتساع. وهناك صالة شهيرة لتقديم الشاي تتوسط هذه العوامات يمكن الوصول إليها من الضفة الجنوبية.

#### جسر بولي خاجو (جسر خاجو)
بني فيما بين عامي 1051 هـ / 1642 - و107 هـ / 1667 م. أثناء حكم الشاه عباس الثاني. ويتخذ الجسر اسمه من ضاحية «خاجو» على الضفة الشمالية من نهر «زايَنديه» حيث يربط الجسر الضفة الشمالية بالجنوبية. ويستمد الجسر النقوش الموجودة به من جسر «بول سي أو سيه» حيث تم بناؤه من خلال طبقتين،

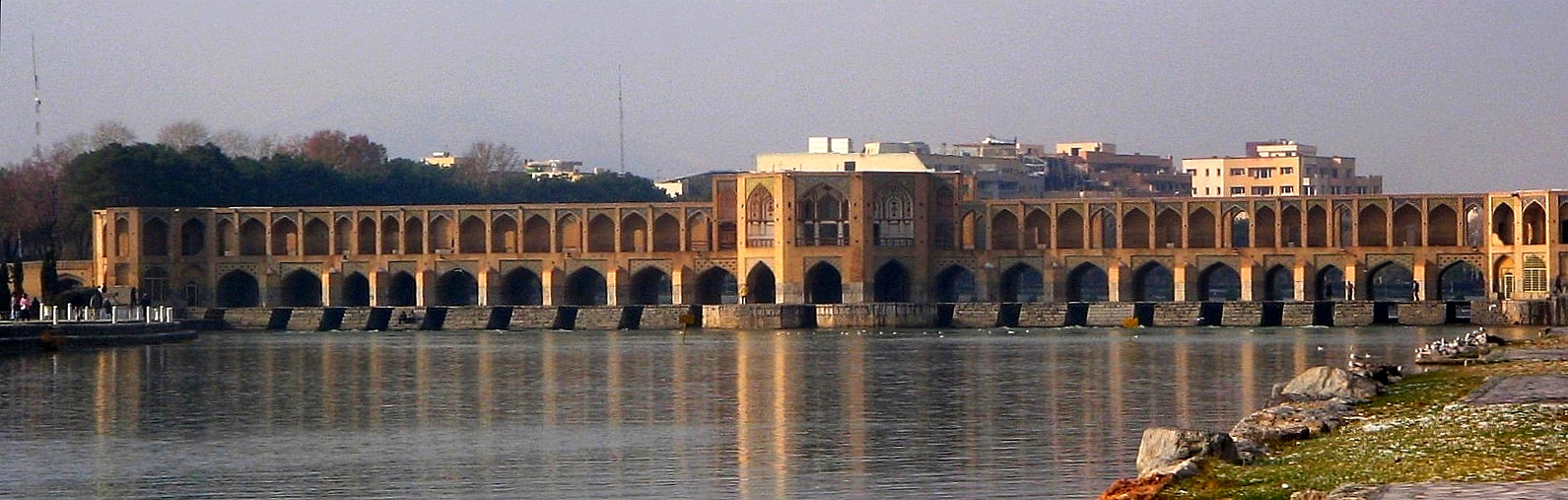
جسر خاجو

### القصور
تشتهر أصفهان بالقصور العديدة التي يعود معظمها إلى العصر الصفوي وهي تتباين في تصميماتها وروعتها ومن هذه القصور:

#### قصر عالي قابو

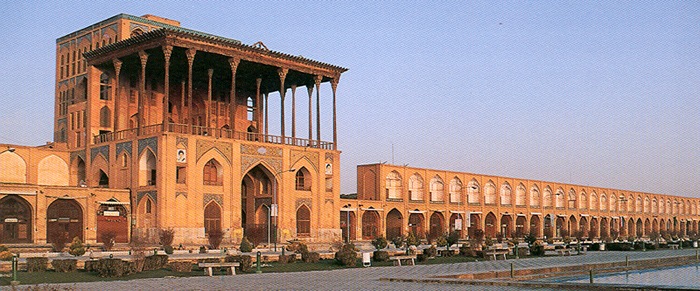
قصر عالي قابو

يقع غرب ميدان نقشي جاهان وينتمي هذا المبنى إلى العصر الصفوي. كان الغرض من بنائه استقبال السفراء والرسل من الدول الأخرى. ويتكون القصر من ستة طوابق تحوي العديد من الشرف. وتعد الزخارف الجصية واللوحات الموجودة في هذا القصر من الأشياء التي تبعث على الإعجاب والزهو.

#### القصر الملكي والأربعين عموداً
يقع في الجنوب الشرقي من الميدان الواقع في وسط أصفهان والذي كان يطلق عليه من قبل «ميدانِ شاه» ويعني الاسم البوابة الكبيرة. وقد كان الغرض من مدخله الباهر أن يكون رمزا يعكس سلطان ملوك الصفويين الذين حكموا البلاد كما تبين ذلك اللافتات المعلقة بالشرفة وقد ظل هذا الإبهار موجودا حتى الوقت الحاضر عندما تغير اسم الميدان إلى «ميدانِ إمام». وتمثل الشرفة مكانا نموذجيا يمكن من خلاله مشاهدة مسابقات البولو التي كانت تقام في الميدان. وكانت تلك الشرفة محلاة بأشكال الطلاء على الجص الخارجي في الجزء الخلفي منها والزخارف الشجرية المتطاولة في السقف. أما الأعمدة كتلك القائمة في «شيهل سوتون» (بالفارسية: چهل ستون) تعني «الأربعين عمودا» فقد كانت مغلفة بالمرايا الزجاجية بحيث تعطي منظر سقف طاف في الهواء، وقد اتخذت الأعمدة من نفس نوع الأشجار الذي اتخذت منه أعمدة «شيهل سوتون». ولم تحظ الطوابق السفلية بنفس ذلك القدر من الروعة والبهاء بل قد اتخذت إيواء للحرس، وقد تم تعزيز الأمن في الغرف العلوية من خلال الدرج الضيق المنحدر والمؤدي إلى الطوابق العلوية والسفلية داخل المبنى. وقد تم تزيين الجزء الداخلي من المبنى بالمناظر الطبيعية والطيور المرسومة بروعة وبعض الأشكال الأخرى.

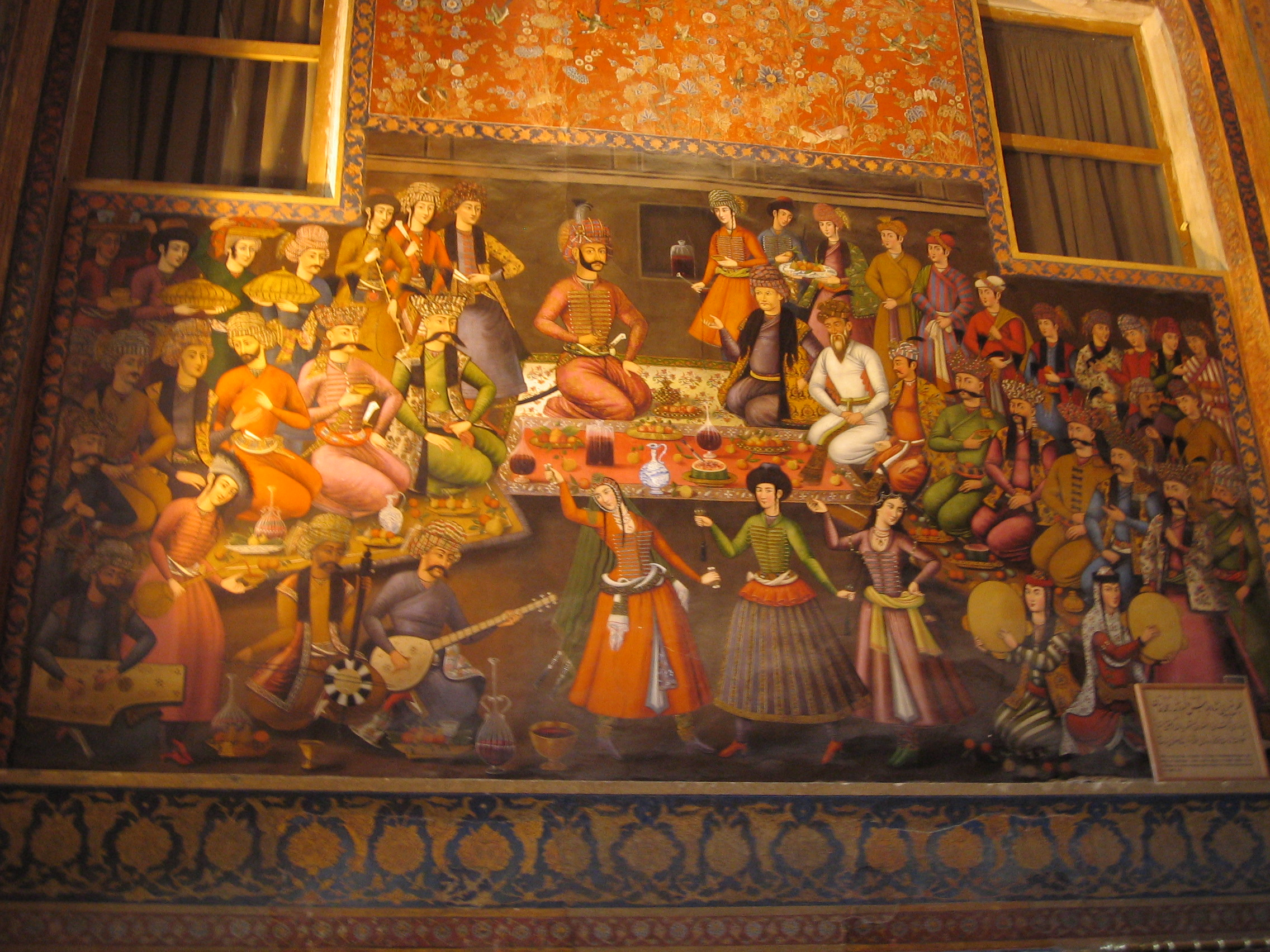
إحدى جداريات قصر الأربعين عموداً في أصفهان

هذا القصر الصفوي العظيم كان واحدا من بين الثلاثمائة قصر التي بنيت في أصفهان أيام كانت عاصمة لإيران ويعد من أجمل القصور. وقد اكتمل بناؤه في عهد الشاه عباس الثاني رغم أن البداية في تشييده قد ترجع إلى سنة 1006 هـ / 1598 م. وقد أخذ القصر اسمه من الأعمدة المنتشرة في الشرفة، فمنها عشرون قد صفت في ثلاث صفوف كل منها يتألف من ستة أعمدة بالإضافة إلى عمودين آخرين على جانبي المدخل. وعندما كانت تنعكس هذه الأعمدة على سطح مياه البركة يصبح عددها وكأنها أربعون عمودا.

#### قصر هاشت بهيشت

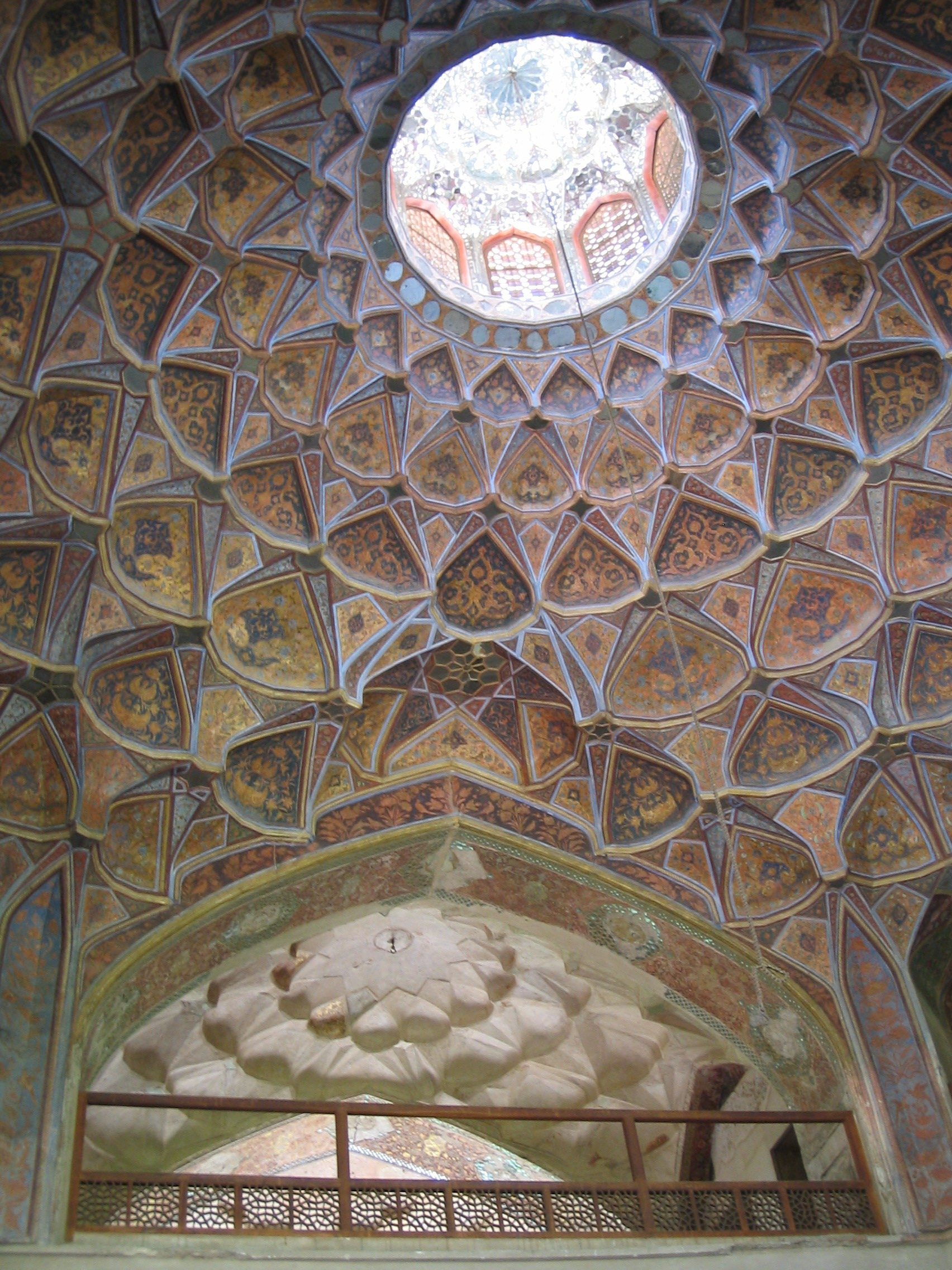
الزخارف والنقوش على سقف قصر هشت بهيشت (الفردوس الثامن)

تم تشييده في القرن السادس عشر إبان حكم الشاه سليمان الثاني يقع بالقرب من طريق شهار باغ وفي مقابل طريق شيخ باهاي الحالي. وتعد الأسقف المحلاة بالرسوم والمشغولات القرميدية واللوحات الحائطية من الأشياء التي تجعل هذا القصر فريداً من ناحية تصميمه المعماري.

## الأماكن الدينية
من أبرز ما يميز أصفهان المساجد الكثيرة التي تنتشر في أرجائها، وتمثل نموذجا لفترات حكم مختلفة مرت بها الدولة الإيرانية. وتضم المدينة العديد من المباني الدينية للطوائف غير الإسلامية فيها مثل الطائفة المسيحية والتي يشكل الأرمن غالبيتها، إضافة إلى الطائفة اليهودية والتي لا زال العديد من أتباعها يعيشون في المدينة لحد الآن. ما يميز أصفهان أنها تضم بعضاً من أقدم مساجد إيران ومن هذه المساجد:

### المسجد الجامع

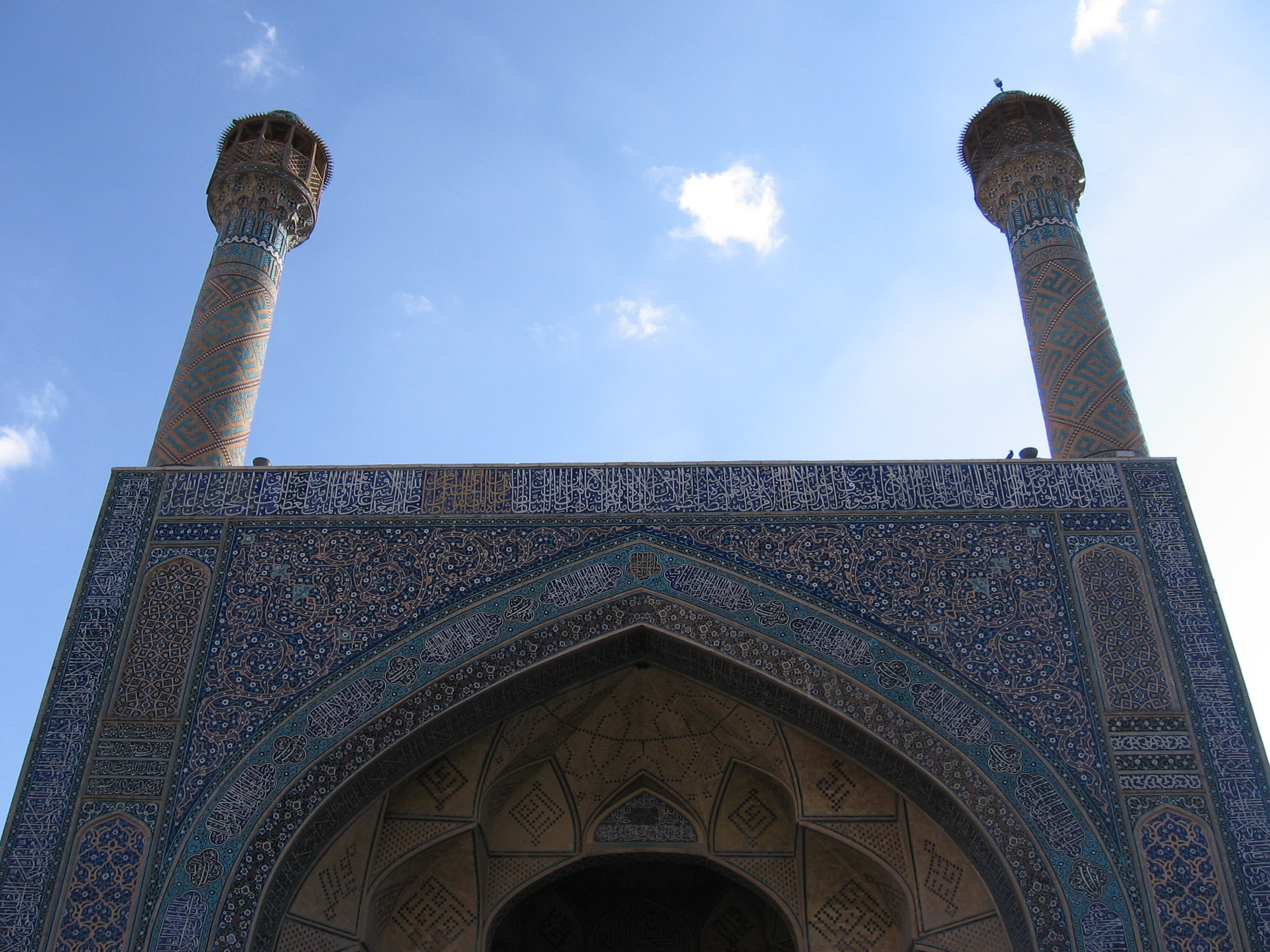
المبنى الحالي للمسجد الجامع في أصفهان

وأسمه مسجد جامع أصفهان وهو مدرج على قائمة التراث العالمي منذ عام 2012. أنشأه الفاتحون المسلمون عام 23 هـ / 644 م في معبد للنار المجوسية عندما دخلوا البلاد، وكان أول أمره مسجدا صغيرا، ثم هدم وبني مرارا حتى جاء السلاجقة فأعادوا بناءه على الصورة التي بقي عليها إلى اليوم. ولم يبق من المسجد الجامع في أصفهان إلا جدرانه، أما القاشاني والقباب والمآذن التي تزين المسجد فتعود إلى العصور التالية. والمسجد مبني من الحجر والآجر، وينقسم بيت الصلاة إلى أربعة أواوين. والمبنى الحالي يرجع إلى عصر السلطان ملكشاه (464 هـ / 1072 - 484 / 1092 م) وهو الذي أقام قبته البديعة عام 470 هـ / 1080 م، وقد أضاف إليه السلطان «أولجايتو محمد خدابنده» قسما كبيرا بين سنتي 702 هـ / 1303 - 715 / 1316 م، وعهد إلى وزيره محمد صافي بإنشاء محراب يعتبر من أجمل المحاريب الإيرانية وهو مزين بالخزف والقاشاني.

### مسجد إمام
شيد إبان حكم الشاه عباس والذي يعد الفن المعماري والقرميد المستخدم في هذا المسجد آية في الروعة والجمال. وترتفع مآذن المسجد نحو 48 مترا. وفي الجانب الشرقي يقع مسجد الشيخ لطف الله ذو القبة المنخفضة.

### مسجد الشاه عباس
و يعد من الآثار الإسلامية الرائعة بمدينة أصفهان وهو يشرف على ميدان شاه عباس من الناحية الجنوبية والذي شيده المهندس علي الأصفهاني، ويعد من أفخم المساجد التي بنيت في العصر الصفوي، فكان يمثل التكامل الفني المعماري الإسلامي فجدرانه الداخلية والخارجية مكسوة بأجمل القاشاني الملون ذي الرسوم الزخرفية البديعة المنظومة، وعلى جانبي المدخل منارتان رشيقتان بارتفاع ثلاثة وثلاثين مترا تقريبا على حين ارتفاع عقد المدخل بلونه الأزرق اللازوردي وزخارفه التي لا تضارع حوالي سبعة وعشرين مترا. وإن كانت خطوط الستار القائم الزوايا المستقيم الأضلاع تباين كروية القبة من ورائه كما ترتفع بينهما المنارتان النحليتان الشاهقتان رأسيا في اتجاه قائم بذاته. وتقوم قبته الزرقاء السامقة على قاعدة دائرية تكثر فيها النقوش والكتابات، ويقوم بيت الصلاة في المسجد على نظام الإيوانات لا الأ روقة، والإيوان الأوسط هو إيوان القبلة والمحراب، وصحن المسجد تطل عليه البوائك من كل جهة، وجهة بيت الصلاة مكسوة بالقاشاني.

### جامع شاه سلطان حسين المعروف باسم «نادر شاه»
وهو مسجد ومدرسة من أجمل ما بناه المعماريون الإيرانيون عام 1008 هـ / 1600 م. فبيت الصلاة أشبه بقاعة كبرى تقوم فوق معظم سقفها قبة ضخمة هي من أجمل قباب المسجد، وتحيط بالصحن المستطيل مجنبات على شكل إيوانات ذات طبقتين، ومنظر البوائك المشرفة على الصحن آية في الجمال، وتتصل بإيوانات المجنبات أفنية صغيرة مربعة ومستطيلة في جوانبها غرف للسكن وخلوات للصلاة.

### مسجد بارسيان
في بارسيان التي تقع على مسافة 42 كيلومترا شمال شرقي أصفهان، يوجد مجمع يحتوي على مئذنة قديمة ومسجد سلجوقي وما يبدو أنه أحد النزل التي بناها الشاه عباس الأول من أجل تشجيع التجارة الداخلية. وغالبا ما كانت تلحق هذه الأبنية بالمساجد. ويحتوي على نموذج رائع للبناء القرميدي في قمة واجهة المسجد والتي يسهل رؤيتها بوضوح كما أن البناء القرميدي في المئذنة يتميز بنفس الروعة على الرغم من أنه يتطلب منظارا مكبرا أو عدسة مكبرة. كذلك يوجد محراب في حجرة الصلاة يحوي نوعا فريدا من النحت. ولا يزال المسجد تمارس فيه شعائر الدين. وقد كانت المئذنة قد بنيت مستقلة ويرجع تاريخ بنائها إلى عام 490 هـ / 1097 م. في عصر برك ياروك ابن ملك شاه، ويبلغ ارتفاع المئذنة 34 مترا وبها رسم قوي يتميز بالبساطة من أشغال القرميد. وقد كانت المواضع المضغوطة في أشكال متداخلة والمنتظمة في شكل أعمدة على الروافد الخشبية محشوة بالجبس. وتم ضم المسجد بعد أربعين سنة في عام 528 هـ / 1134 م وبذلك صار الموقع أقرب في الشبه بالمصلى مع المئذنة من النموذج ذي الدواوين الأربعة الذي أصبح مبدأ من مبادئ العمارة الفارسية.
123

### مسجد دشتي
يمكن رؤية هذا المسجد الصغير والوصول إليه من الطريق الذي يربط أصفهان بزيار، حيث يقع المسجد والذي يسمى بنفس اسم القرية. ولعل تاريخ هذا المسجد يرجع إلى القرن الحادي عشر أو الثاني عشر الميلادي. وتعد البساطة الشديدة في بناء المسجد من العوامل التي تساعد على تتبع عمليات التشييد في الحجرة، بينما يساعد صغر حجمه وسهولة الوصول إليه الزوار على دراسة الأسلوب الذي تم به وضع القراميد المصقولة الزخرفية في البناء المحيط.

### مسجد جمعه (مسجد الجمعة)

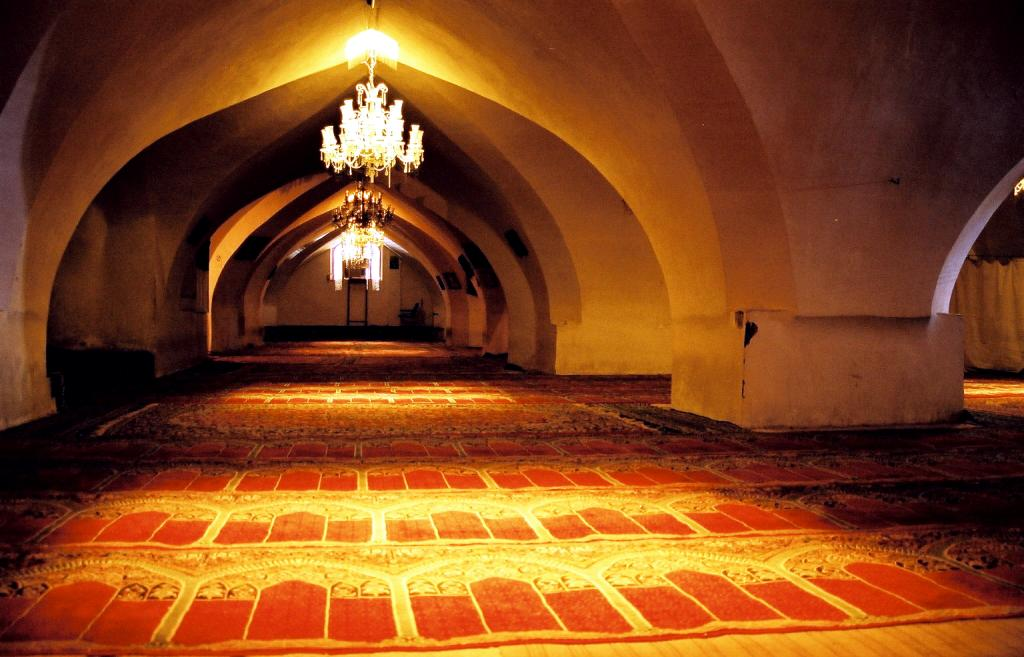
التصميم الداخلي لمسجد الجمعة

يعد مسجد الجمعة تعبيرا حيويا عن أربعمائة عام من العمارة الفارسية التي تظهر جليا في المساحة الصغيرة التي يشغلها المسجد. ولذلك فهو يجمع العديد من الموضوعات والأفكار الزخرفية التي أفردت في العديد من الآثار الأخرى في أنحاء المدينة. ولعل قضاء يوم أو يومين في هذا المسجد يغني عن مشاهدة أغلب العمارة الباقية في المدينة.
وقد تم وضع الأساس للرواق الجنوبي إبان حكم السلاجقة في بداية القرن الثاني عشر الميلادي بأمر نظام الملك، وقد أعاد أوزون حسن بيك أقويونلو بناء السطح في عامي 879 هـ / 1475 - 880 هـ / 1476 م، كما تم إضافة المئذنتين في نفس الوقت. وترجع الوطائد الرخامية والقرميد الفسيفسائي في داخل الإيوان إلى عصر أوزون حسن. وقد تم إدخال العديد من التعديلات في عهد الشاه طهماسب. وفي الزاوية الشمالية الشرقية من المسجد يوجد مكان يعرف باسم «صفة عُمَر» نسبة إلى عمر بن عبد العزيز الذي كان حاكما لأصفهان. لكن الغرض من إنشائه غير واضح على الإطلاق. ويشمل المسجد حجرة للصلاة وما يشبه مدرسة أو كلية دينية. ويبلغ الفناء الذي التقطت منه هذه الصورة حوالي (25) مترا عرضا و (56) مترا طولا. ويبدو أن تشييد هذا الجزء من المسجد قد تم في الفترة الجزء الثاني من القرن الرابع عشر، ويوجد به العديد من الأمثلة الرائعة للفسيفساء الخزفي تتضمن زوجين من النقوش البارعة على القنطرة التي تعلو المدخل المؤدي إلى حجرة الصلاة.
وقد أعاد الشاه سلطان حسين في القرن الثامن عشر بناء الإيوان الغربي حيث غطى البناء القرميدي الأصلي الخالي من الزخارف بعدد هائل من النقوش القرميدية والزخارف. أما المحراب فقد تم استثناؤه من هذه المعالجة لأن طبيعة وضعه لا تسمح بالانعكاس. وبدلا من ذلك، قام المهندس المعماري بوضع لوحة من أعمال القرميد تتضمن أجزاء من أعمال القرميد المرفوع والتي يعكس تصميمها الشكل التقليدي الذي تنتمي إليه. وقد اشتق هذا الشكل التقليدي من اسم ال«الله» المكتوب بالخط الكوفي ويتمثل في أربعة خطوط رأسية ومربع.
وتم إدخال التقويس المشبك في الإيوان الشرقي الذي ينتمي إلى القرن الثاني عشر الميلادي على يد الشاه سليمان سنة 1180 هـ / 1689 م. وقد أدى الوضع المستقل الخاص بمسجد الجمعة وحالته الثابتة إلى جعله يمتاز بأهمية سياسية والتأكد من أن كل أسرة حاكمة قد أسهمت في تحسينه وتزيينه. وتعد بركة التحكم الفوارة مثالا رائعا على نموذج التشييد المسمى «تشهار تاك» والذي يتوسط المسجد. وتعكس أقواسها الأربعة المحلاة بالمنمنمات الإيوانات الأربعة المحيطة بها، والتي تنعكس بدورها على صفحة الماء كما لو كان البناء كله قد شيد للتحكم في عكس الطاقة المتولدة حوله.

### أماكن عبادة غير المسلمين

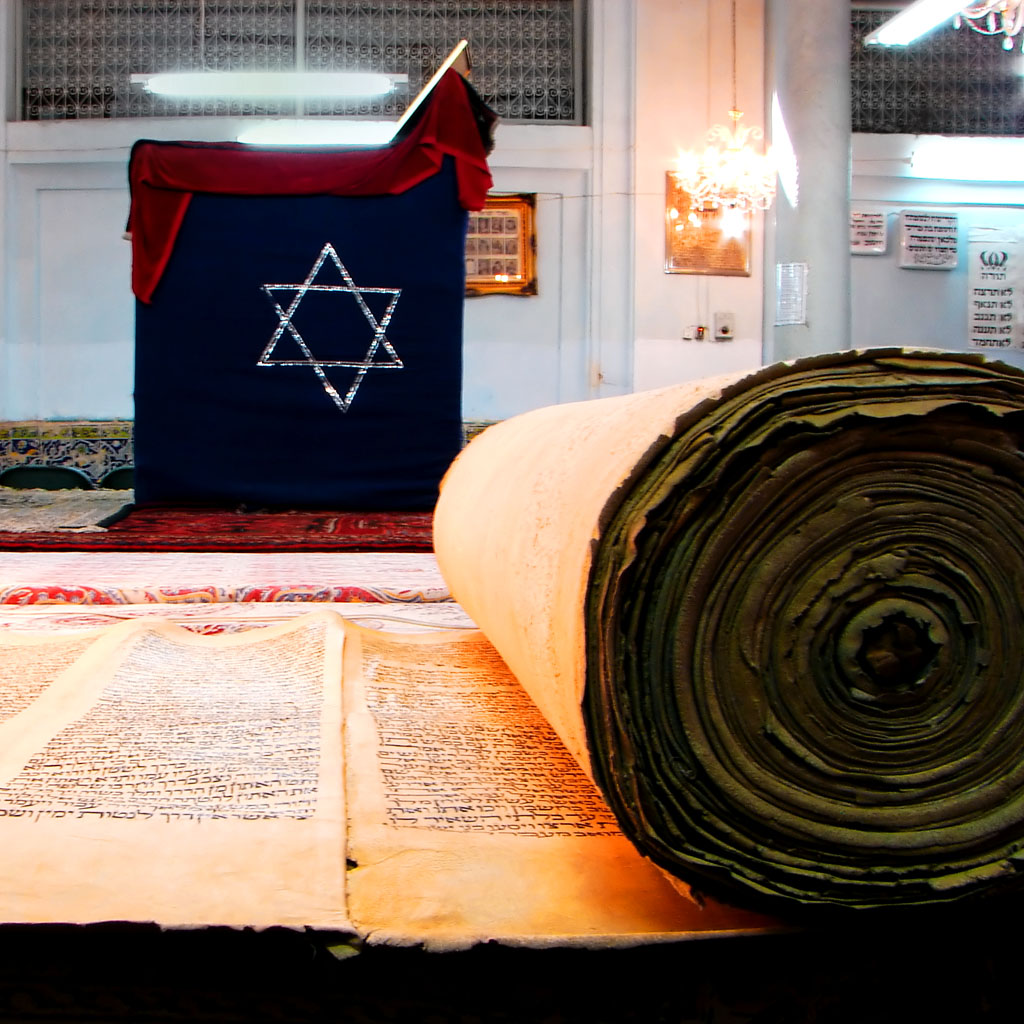
كنيس ملا يعقوب في أصفهان

تضم المدنية عدداً من الكنائس أشهرها الكنيسة الأرمنية، كما تضم المدينة كنس يهودية أهما كنيس ملا يعقوب اليهودي الذي ما زال معموراً بالمصلين حتى الوقت الحاضر.

## المكانة العلمية
لعبت أصفهان دورا مهما في تاريخ الفكر العربي والإسلامي منذ أن فتحت في عهد عمر بن الخطاب عام (19 أو 23 هـ / 640 -644 م)، فقد كانت مركزا من مراكز الحركة العلمية والأدبية في العالم الإسلامي، ولا سيما حينما كانت تحت حكم آل بويه (321 هـ / 933 م-447 / 1055 م) الذين نشطوا الحركة الفكرية في البلاد التي حكموها، وشجعوا العلماء والأدب اء والفلاسفة، حتى لقد نبغ في عهدهم من يعد بحق فخر الدولة الإسلامية في العصور المختلفة.
المدارس: تعد المدارس هي النواة الأولى للحركة الفكرية التي شهدتها البلاد خلال الحكم البويهي، ويأتي في مقدمة هذه المدارس مدرسة «جهار باغ» الدينية فوقها قبة زرقاء بديعة تمتد حولها الألونة في طابقين لإيواء (160) من طلاب العلم، وفيها يتخرج المولاة، وواجهة أحد المداخل آية فنية في نقوشها وزخرفها الفارسي البديع، وقد أقامها الشاه حسين عام 1173 هـ / 1760 م.
وهناك مدرسة «شهر ياق» وهي في نفس الوقت مسجد، وهي مدرسة سلطانية أنشأها الشاه حسين الصفوي عام 1134 هـ /1722 م، وبها قبة ومئذنة تعتبران من أروع ما خلفه المسلمون من أعمال تلبيس المنشأت بالقاشاني والخزف المزين بالزخارف والكتابات.

### العلماء
نبغ في أصفهان خلق لا يحصون من العلماء في كل علم وفن، ولا سيما الحفاظ ورجال الحديث. ولقد كانت أصفهان درة في تاريخ فارس، ومركزا حضاريا حين انطوت تحت راية الإسلام. وممن لمعوا في سماء أصفهان من أئمة الحديث أبو محمد عبد الله بن حيان الأصفهاني، وجمال الدين الجواد الأصفهاني الوزير، وعماد الدين الكاتب الأصفهاني. ومن المفسرين محمد بن بحر الأصفهاني. ومن المؤرخين ابن حمزة بن الحسين الأصفهاني، والحسن بن عبد الله الأصفهاني. ومن الأدباء واللغويين أبو الفرج الأصفهاني، ومحمد بن داود الأصفهاني. ومن الفلكيين صدر الدين الخجندي.
ووجه عمر بن الخطاب عبد الله بن بديل بن ورقاء الخزاعي إلى أصبهان سنة ثلاث وعشرين ويقال بل كتب عمر إلى أبي موسى الأشعري يأمره بتوجيه جيش إلى أصبهان فوجهه ففتح عبد الله بن بديل جى صلحًا بعد قتال على أن يؤدي أهلها الخراج والجزية.

## الميادين
مقالة رئيسية ساحة نقش جهان

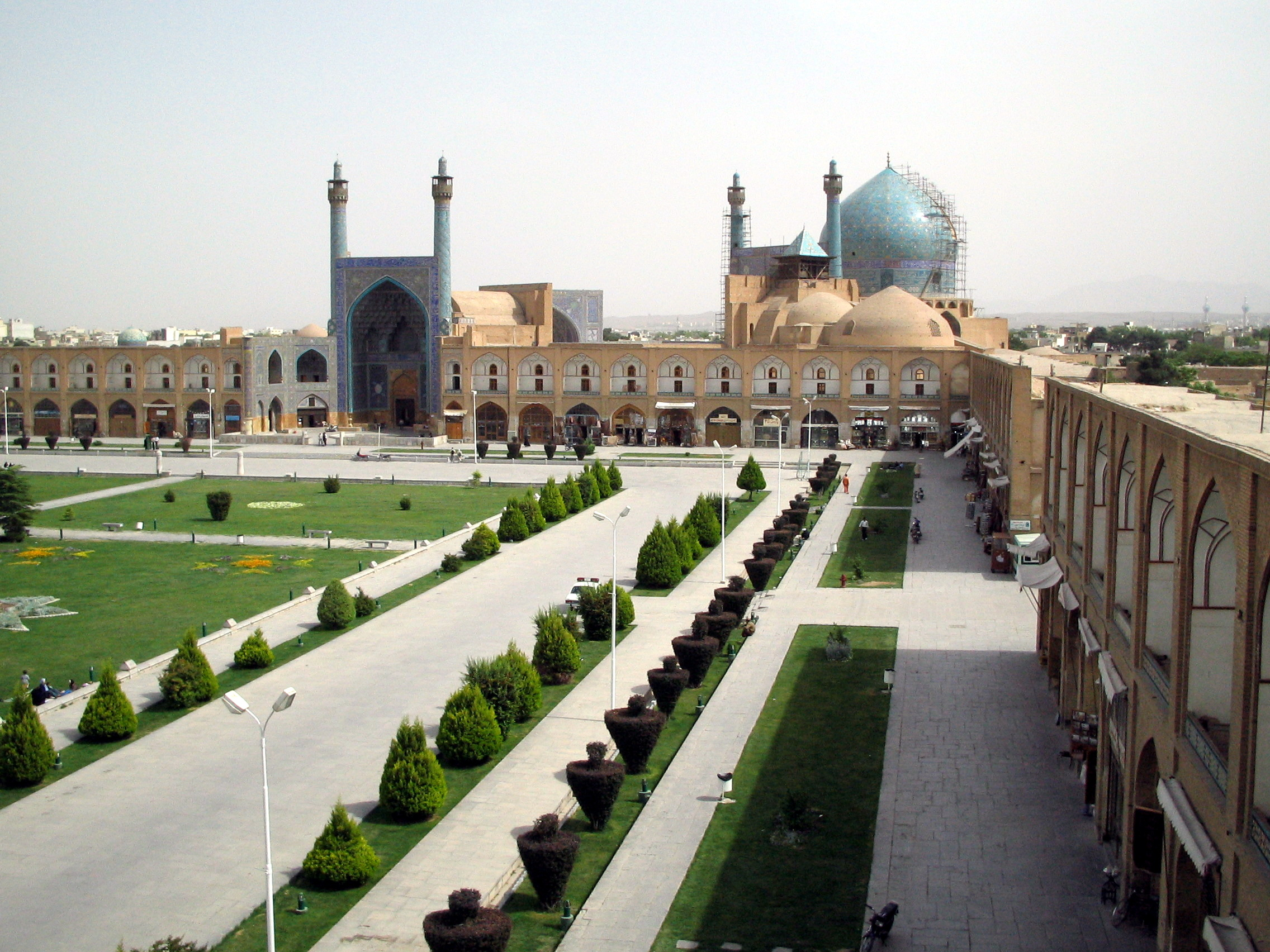
منظر ساحة نقش جهان من شرفة قصر عالي قابو في أصفهان

ساحة نقش جهان موضع شهرة وهو فناء مستطيل الشكل في امتداد لا نهائي يشعر بالعظمة حقا يتوسطه حوض ماء كأنه البحيرة العظيمة، ويطل عليه من وسط أحد جوانبه عالي قابو أو الباب العالي مسكن شاه عباس وهو شاهق أقيم في سبعة طوابق يرتقيها المرء بسلم حلزوني ويرد كلا منها بليات وسراديب عجيبة كان الغرض منه إخفاء طريق الهروب إن دعت الحاجة، والجدران كلها نقوش بالذهب والألوان التي يخالها الواحد مورقة، وفي الطابق الثاني شرفة يسمونها تالار أقيمت من خشب على عمد مزركشة، وفي وسطها حوض ماء أنيق كان يرده الماء في أنابيب أرسلت من جبل شاهق في طرف المدينة.

## الحدائق
من أشهر حدائق اصفهان هي تلك التي شيدها الشاه عباس الثاني في قاعة استقبال قصر «الأربعين عمودا» وقد ضمت هذه القاعة حديقة مساحتها 26 فدانا. ولا يزال المبنى قائما حتى الآن تحيطه الأشجار القديمة على مساحة كبيرة من مساحة الحديقة الأصلية. وتطل الشرفة الكبيرة من القصر على بركة عظيمة تعكس على صفحة مياهها العديد من الأعمدة. ويحوي الجزء العلوي من قاعة الزوار الكبيرة عددا كبيرا من اللوحات منها ما يعرض مناظر للشاه عباس في بعض الولائم والشاه إسماعيل والشاه طهماسب عند استقبالهما لهمايون ملك الهند. وعلى جدران الحجرات الأخرى توجد منمنمات ولوحات وأعمال أخرى أبدعتها أيدي الفنانين البارعين في هذا العصر.

## الأسواق

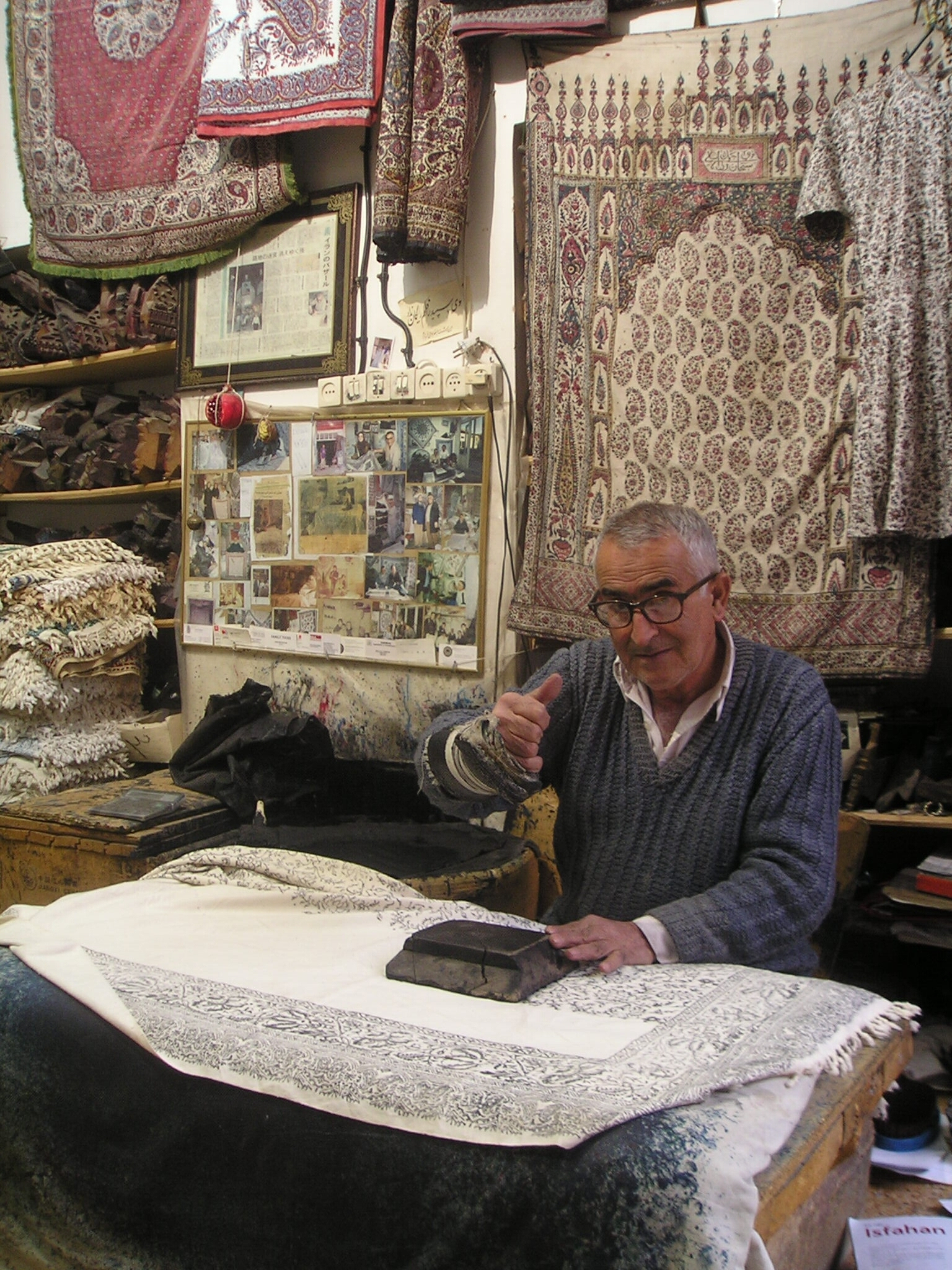
حرفي يقوم بتلوين سجاد عجمي بطريقة يدوية في أحد بازارت أصفهان

من معالم أصفهان سوق «قيصريه» الكبير أعاد الشاه عباس بناء أصفهان، وكان اهتمامه منصبا على التجارة والأمن معا. وقد كان السوق القديم موجودا في المنطقة التي يوجد بها مسجد جمعه (مسجد الجمعة). وكان الشاه يريد أن تكون الحياة التجارية للمدينة على مقربة من مقر الحكومة فقام بتوسعة السوق القديم ببناء منطقة تجارية أكثر اتساعا إلى الشمال من الميدان الرئيسي الخاص به. ويطلق على مدخل السوق الذي تم بناؤه في عام 1028 هـ / 1619 م اسم «قيصريه».
وتحتوي المساحات الموجودة بين طرفي القناطر على أشكال تشبه «سنتور» (شكل خرافي يمثل رأس وذراعي وجذع إنسان وبقية الجسد حصان) الذي ينظر إلى الخلف ويرمى بالسهام. ويعزى إلى العرف المنسوب إلى مدينة بارثيا القديمة والذي تمثل في الالتفاف على السرج حال التظاهر بالانسحاب وإمطار العدو بوابل من السهام. غير أن هذا الشكل يعزى أيضا إلى التأثير الذي كان يظن حدوثه من قبل برج الرامي على المدينة.

## المدن الشقيقة
- مدينة أصفهان توأمة مع:[18][19]
- الصين شيان، شنشي (1989)[20][21]
- ماليزيا، كوالالمبور (23 يونيو

1997)

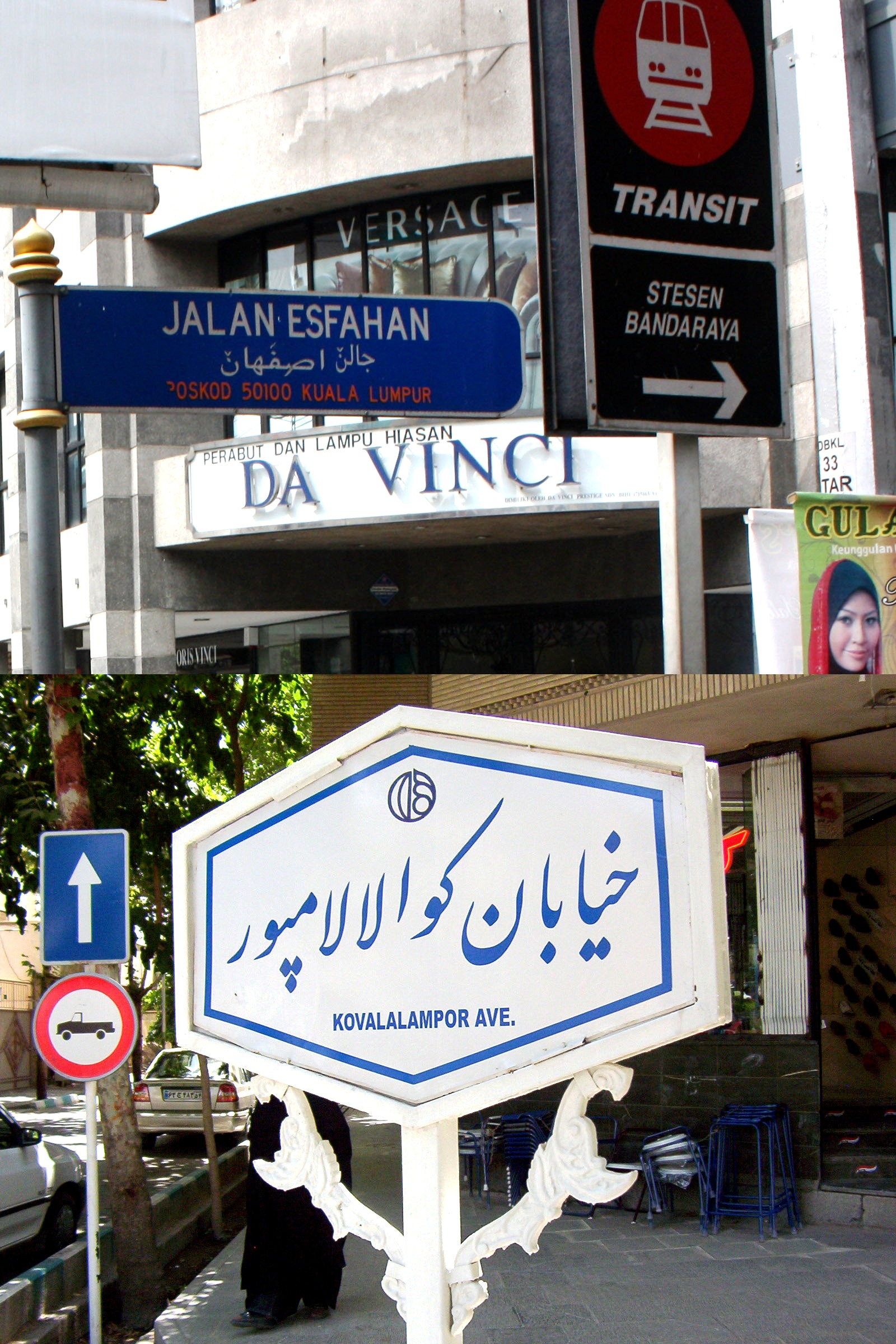
شارع أصفهان في كوالالمبور، وشارع كوالالمبور في أصفهان

- إيطاليا، فلورنسا (13 سبتمبر 1998)[21]
- روسيا سانت بطرسبرغ، معاهدة التعاون من 2 مايو 1999 إلى 10 نوفمبر 2004 (مدينة شقيقة آنذاك)؛ تم تمديدها في 11 أكتوبر 2014[21][22]
- رومانيا، ياشي (10 مايو 1999)[21][23]
- إسبانيا، برشلونة (14 يناير 2000)[21][23]
- أرمينيا، يريفان (27 أبريل 2000)[21][23]
- ألمانيا، فرايبورغ (27 أكتوبر 2000)[21][24]
- الكويت، مدينة الكويت (19 يونيو 2000)[21][24]
- كوبا، هافانا (8 مارس 2001)[21][23]
- باكستان، لاهور (24 يوليو 2004)[21][23]
- السنغال، داكار (25 نوفمبر 2009)[21][23]
- لبنان، بعلبك (5 أكتوبر 2010)[21][23]
- أوزبكستان، سمرقند (يوليو 2021)[25]
- البرتغال، بورتو (منذ يوليو 2021)[26]
- روسيا، قازان (9 أبريل 2025)[27]
- كوريا الجنوبية، جيونججو (2013)[28]

اتفاقيات التعاون
أصفهان تتعاون مع:
- برشلونة، إسبانيا (2000)

بالإضافة إلى ذلك، يتمتع حي جلفا في أصفهان بعلاقات ودية مع:
- إيسي ليه مولينو، فرنسا (2018)

## وصلات خارجية
- «إصفهان» في الموسوعة العربية
- اصفهان في استطلاع مصور من مجلة العربي[وصلة مكسورة]
- أهم الأحداث المتعلقة بالمدينة حسب موقع فهرس.نت[وصلة مكسورة]